# Örebro Black Knights
Gli Örebro Black Knights sono una squadra di football americano di Örebro, in Svezia, fondata nel 1989.

## Dettaglio stagioni

### Tornei nazionali

#### Campionato

##### Superserien
| Stagione | regular season | regular season | regular season | regular season | regular season | regular season | playoff | playoff | playoff | playoff | playoff | playoff    | playoff                 |
|          | Vin            | Par            | Per            | Tot            | PF             | PS             | Vin     | Per     | Tot     | PF      | PS      | risultato  | avversaria              |
| -------- | -------------- | -------------- | -------------- | -------------- | -------------- | -------------- | ------- | ------- | ------- | ------- | ------- | ---------- | ----------------------- |
| 2015     | 7              | 0              | 3              | 10             | 213            | 149            | 1       | 1       | 2       | 45      | 67      | SM-Finalen | Carlstad Crusaders      |
| 2017     | 8              | 0              | 2              | 10             | 425            | 120            | 1       | 1       | 2       | 36      | 38      | SM-Finalen | Carlstad Crusaders      |
| 2018     | 4              | 0              | 4              | 8              | 232            | 263            | 0       | 1       | 1       | 14      | 35      | Semifinale | Stockholm Mean Machines |
| 2019     | 3              | 0              | 5              | 8              | 55             | 156            | 0       | 1       | 1       | 6       | 31      | Semifinale | Stockholm Mean Machines |
| 2020     | 3              | 0              | 3              | 6              | 89             | 122            | 0       | 1       | 1       | 7       | 13      | Semifinale | Carlstad Crusaders      |
| 2021     | 2              | 0              | 1              | 3              | 109            | 54             | 1       | 0       | 1       | 28      | 14      | Campioni   | Stockholm Mean Machines |
| 2022     | 3              | 0              | 3              | 6              | 140            | 151            | 1       | 1       | 2       | 51      | 72      | SM-Finalen | Stockholm Mean Machines |
| Totale   | 30             | 0              | 21             | 51             | 1263           | 1015           | 4       | 6       | 10      | 187     | 270     |            |                         |

Fonti: Enciclopedia del Football - A cura di Roberto Mezzetti

##### Division/Superserien 1 för damer
| Stagione | regular season | regular season | regular season | regular season | regular season | regular season | playoff | playoff | playoff | playoff | playoff | playoff     | playoff                 |
|          | Vin            | Par            | Per            | Tot            | PF             | PS             | Vin     | Per     | Tot     | PF      | PS      | risultato   | avversaria              |
| -------- | -------------- | -------------- | -------------- | -------------- | -------------- | -------------- | ------- | ------- | ------- | ------- | ------- | ----------- | ----------------------- |
| 2017     | 7              | 0              | 0              | 7              | 318            | 39             | 2       | 0       | 2       | 58      | 6       | Campionesse | Stockholm Mean Machines |
| 2018     | 8              | 0              | 0              | 8              | 390            | 80             | 1       | 1       | 2       | 64      | 37      | SM-Finalen  | Carlstad Crusaders      |
| 2019     | 6              | 0              | 2              | 8              | 52             | 68             | 1       | 1       | 2       | 22      | 21      | SM-Finalen  | Carlstad Crusaders      |
| 2020     | 1              | 0              | 3              | 4              | 26             | 68             | 1       | 1       | 2       | 14      | 28      | SM-Finalen  | Carlstad Crusaders      |
| 2021     | 2              | 1              | 1              | 4              | 83             | 83             | 0       | 1       | 1       | 0       | 14      | SM-Finalen  | Carlstad Crusaders      |
| Totale   | 24             | 1              | 6              | 31             | 879            | 338            | 5       | 4       | 9       | 158     | 106     |             |                         |

Fonti: Enciclopedia del Football - A cura di Roberto Mezzetti

##### Division 1
| Stagione | regular season | regular season | regular season | regular season | regular season | regular season | playoff | playoff | playoff | playoff | playoff | playoff   | playoff    |
|          | Vin            | Par            | Per            | Tot            | PF             | PS             | Vin     | Per     | Tot     | PF      | PS      | risultato | avversaria |
| -------- | -------------- | -------------- | -------------- | -------------- | -------------- | -------------- | ------- | ------- | ------- | ------- | ------- | --------- | ---------- |
| 2017     | 3              | 0              | 4              | 7              | 108            | 224            | -       | -       | -       | -       | -       | -         | -          |
| 2018     | 1              | 0              | 5              | 6              | 38             | 182            | -       | -       | -       | -       | -       | -         | -          |
| 2019     | 1              | 0              | 5              | 6              | 13             | 195            | -       | -       | -       | -       | -       | -         | -          |
| Totale   | 5              | 0              | 14             | 19             | 159            | 601            | -       | -       | -       | -       | -       |           |            |

Fonti: Enciclopedia del Football - A cura di Roberto Mezzetti

### Tornei internazionali

#### IFAF Europe Champions League
| Stagione | regular season | regular season | regular season | regular season | regular season | regular season | playoff | playoff | playoff | playoff | playoff | playoff   | playoff    |
|          | Vin            | Par            | Per            | Tot            | PF             | PS             | Vin     | Per     | Tot     | PF      | PS      | risultato | avversaria |
| -------- | -------------- | -------------- | -------------- | -------------- | -------------- | -------------- | ------- | ------- | ------- | ------- | ------- | --------- | ---------- |
| 2014     | 1              | 0              | 1              | 2              | 73             | 81             | -       | -       | -       | -       | -       | -         | -          |
| Totale   | 1              | 0              | 1              | 2              | 73             | 81             | -       | -       | -       | -       | -       |           |            |

Fonti: Enciclopedia del Football - A cura di Roberto Mezzetti

### Riepilogo fasi finali disputate
| Anno             | Luogo     | Evento                | Fase del torneo | Incontro                                       | Risultato |
| 6 settembre 2015 | Uppsala   | Superserien           | SM-finalen      | Carlstad Crusaders - Örebro Black Knights      | 42 - 17   |
| 8 luglio 2017    | Örebro    | Division 1 för damer  | SM-finalen      | Örebro Black Knights - Stockholm Mean Machines | 22 - 6    |
| 8 luglio 2017    | Örebro    | Superserien           | SM-finalen      | Carlstad Crusaders - Örebro Black Knights      | 24 - 0    |
| 1º luglio 2018   |           | Superserien           | Semifinale      | Örebro Black Knights - Stockholm Mean Machines | 14 - 35   |
| 7 luglio 2018    | Stoccolma | Superserien för damer | SM-finalen      | Örebro Black Knights - Carlstad Crusaders      | 22 - 30   |
| 29 giugno 2019   | Stoccolma | Superserien           | Semifinale      | Stockholm Mean Machines - Örebro Black Knights | 31 - 6    |
| 6 luglio 2019    |           | Superserien för damer | SM-finalen      | Carlstad Crusaders - Örebro Black Knights      | 14 - 8    |
| 11 ottobre 2020  |           | Superserien           | Semifinale      | Carlstad Crusaders - Örebro Black Knights      | 13 - 7    |
| 24 ottobre 2020  | Karlstad  | Superserien för damer | SM-finalen      | Carlstad Crusaders - Örebro Black Knights      | 28 - 0    |
| 10 luglio 2021   | Örebro    | Superserien           | SM-finalen      | Örebro Black Knights - Stockholm Mean Machines | 28 - 14   |
| 2 ottobre 2021   | Örebro    | Superserien för damer | SM-finalen      | Carlstad Crusaders - Örebro Black Knights      | 14 - 0    |
| 9 luglio 2022    | Örebro    | Superserien           | SM-finalen      | Stockholm Mean Machines - Örebro Black Knights | 52 - 8    |

## Palmarès
- 1 Campionato maschile (2021)
- 2 Campionati femminili (2016, 2017)
- 2 Campionati svedesi di secondo livello (2003[2], 2010[2])
- 1 Dukes Tourney Under-19 (2009[3])
- 1 Dukes Tourney Under-16 (2005)
- 3 Dukes Tourney Under-13 (2002, 2004, 2013)